# Inka Klinckhard
Ingeborg „Inka“ Therese Maria Klinckhard (* 30. November 1922 in Berlin; † 26. Mai 2016 in Laren) war eine niederländische Bildhauerin, Malerin, Zeichnerin und Medailleurin.

## Leben
Inka Klinckhard wurde 1922 in Berlin geboren. Von 1930 bis 1933 lebte die Familie in Amsterdam, 1933 bis 1939 in Düsseldorf. 1939 kam Inka Klinckhard auf der Flucht vor dem wachsenden Nationalsozialismus und dem NS-Regime mit ihren Eltern nach Amsterdam. Während des Krieges wurde sie 1941 von Pieter Starreveld und 1942 von Gerrit Bolhuis in Bildhauerei unterrichtet und studierte auf deren Rat hin von 1943 bis 1949 an der Rijksakademie van beeldende kunsten bei Jan Bronner und Pieter Esser.
1959 zog Inka Klinckhard von Amsterdam nach Amstelveen, 1964/65 nach Nijkerk, 1982 nach Schoten in der Nähe von Antwerpen in Belgien, wo sie zehn Jahre in einem Kloster verbrachte. Danach zog sie 1992 wieder nach Nijkerk und 2005 in das Rosa Spier Huis  in Laren, wo sie bis zu ihrem Tod im Jahr 2016 in ihrem Atelier arbeitete und regelmäßig ausstellte.

## Werk
Zu Inka Klinckhards künstlerischen Schaffen gehörten Bildhauerei und Schnitzerei in Gips, Bildhauerei in Holz und Stein. Sie schuf Medaillen im Hoch- und Flachrelief, Bronzestatuen, Porträts, Figuren- und Tierdarstellungen. Wichtige Themen in ihren Werken waren „Unendlichkeit“, „Freiheit“, „Verbundenheit“ sowie das Alte und Neue Testament.
1975 wurde Inka Klinckhard mit einem Preis des Polnischen Ministerium für Kultur in Krakau ausgezeichnet. Sie war Mitglied der Algemene Katholieke Kunstenaarsvereniging AKKV (Allgemeine Katholische Künstlervereinigung) und der Vereniging voor Penningkunst (Verein für Medaillenkunst).
Werke im öffentlichen Raum (Auswahl):
- Jeugdige krachtmeting, Nijkerk
- Mensen in de ruimte, Barneveld
- Junge, Barneveld
- Sportende Jongen en Meisje, Kerkelandenlaan, Hilversum, 1977

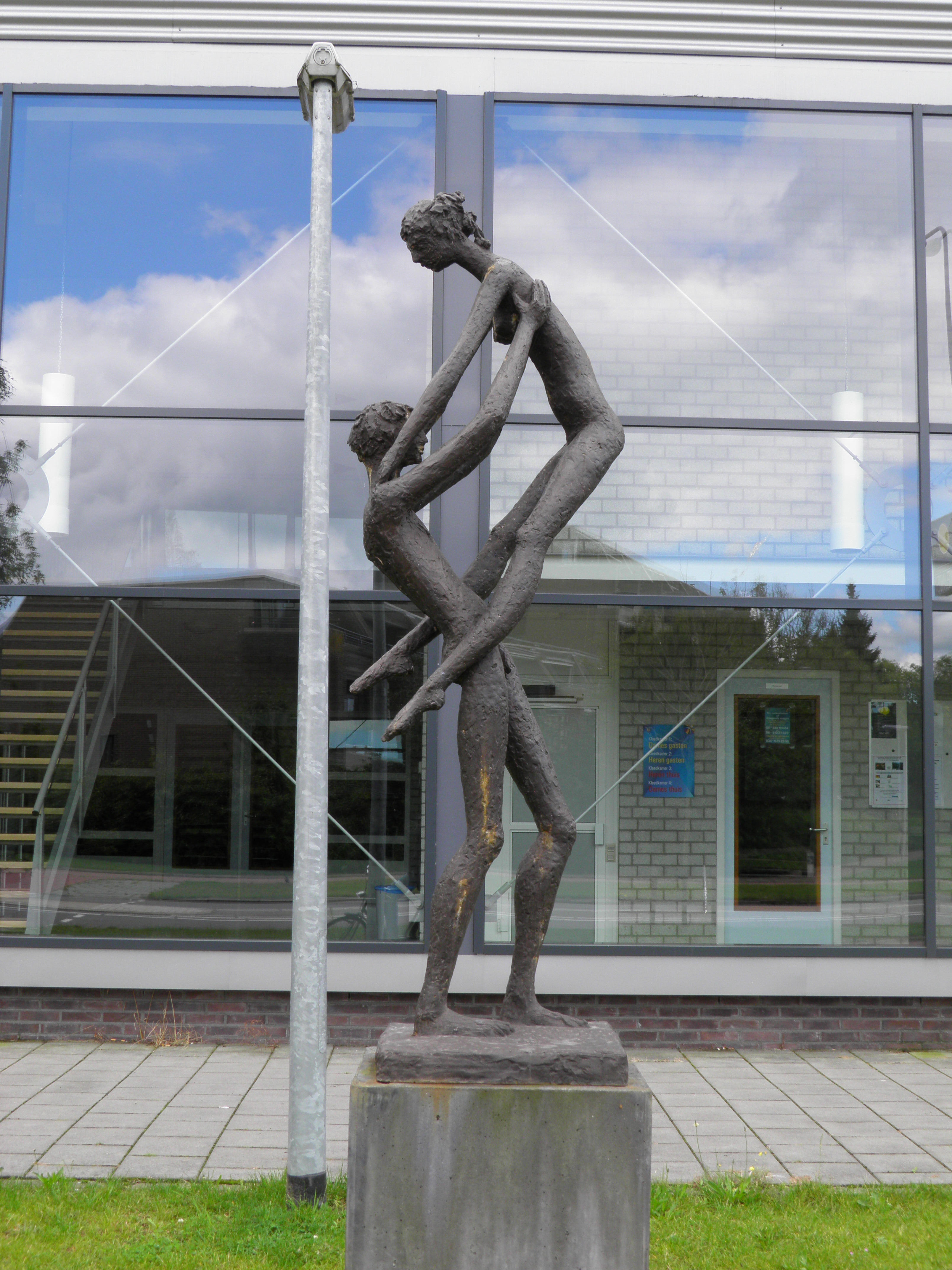
Sportende Jongen en Meisje
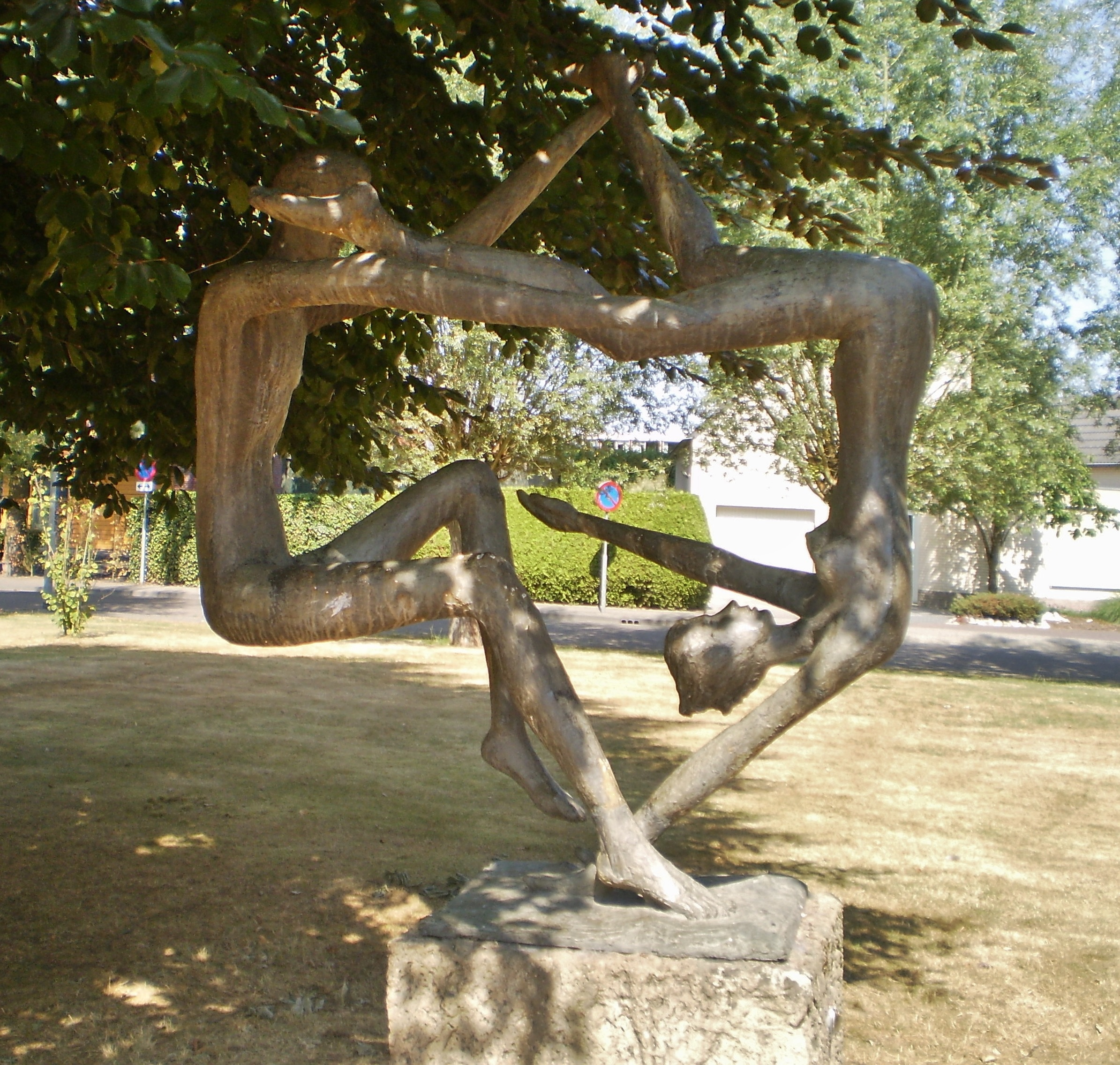
Mensen in de ruimte
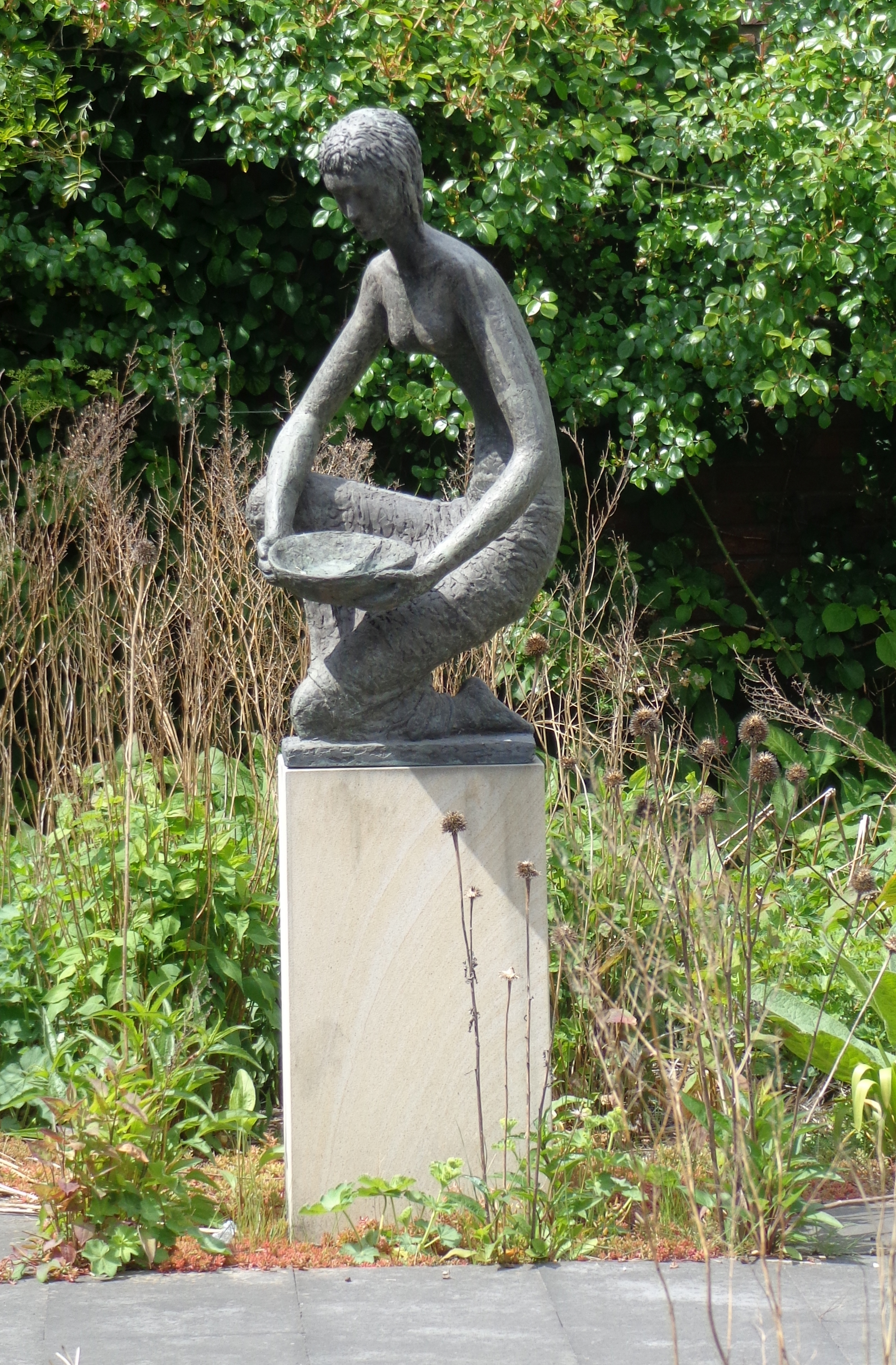
Junge, Barneveld
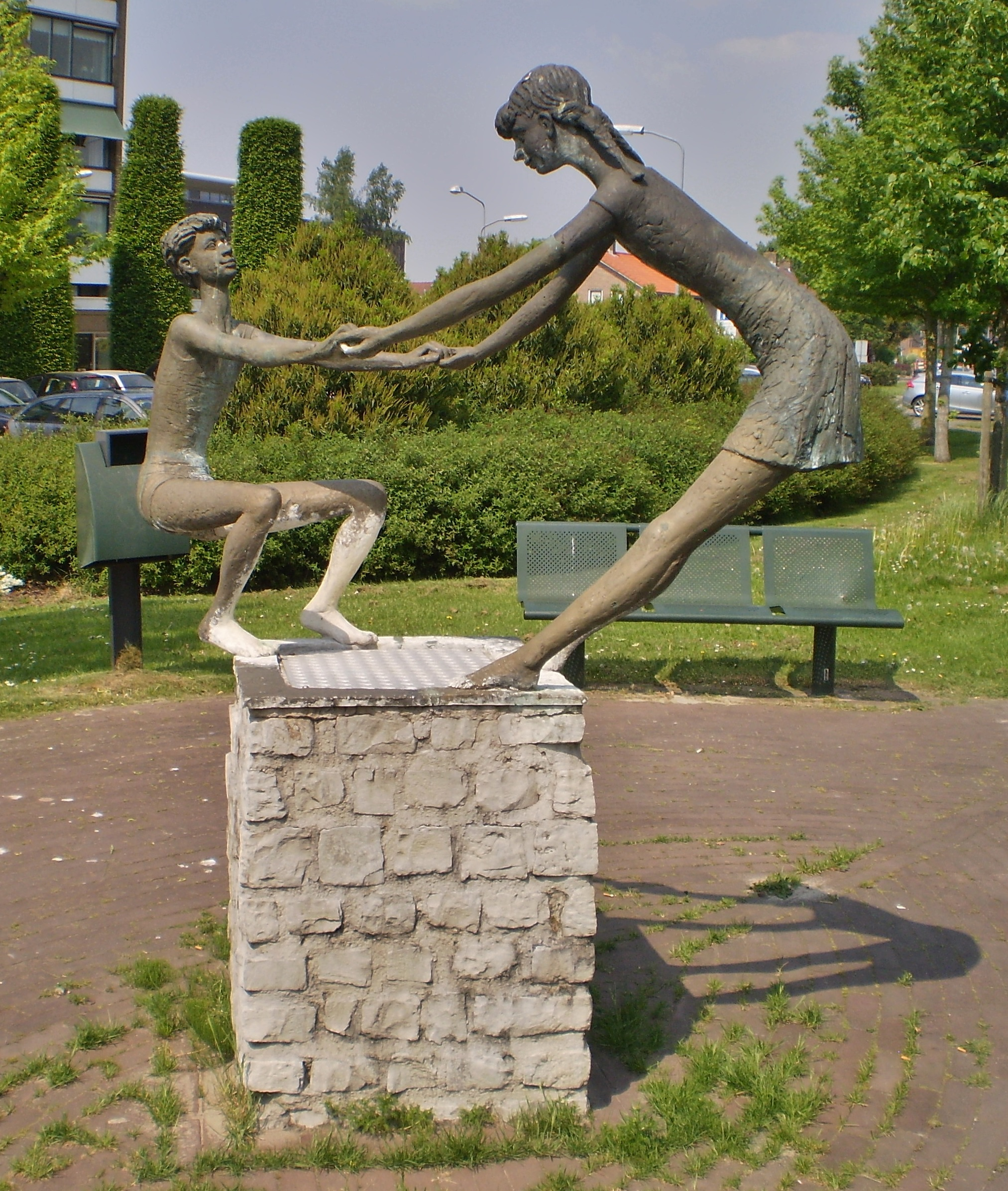
Jeugdige krachtmeting